# Bahnstrecke Gretz-Armainvilliers–Sézanne
| Bahnhof La Ferté-Gaucher, Prellbock aus Richtung Sézanne. |                                                 |                                                                         |                                                                         |
| Streckennummer (SNCF): | 002 000                                         |                                                                         |                                                                         |
| Kursbuchstrecke (SNCF): | 21                                              |                                                                         |                                                                         |
| Streckenlänge: | 93,4 km                                         |                                                                         |                                                                         |
| Spurweite: | 1435 mm (Normalspur)                            |                                                                         |                                                                         |
| Stromsystem: | Gretz-Armainvilliers–Coulommiers: 25 kV 50 Hz ~ |                                                                         |                                                                         |
| Maximale Neigung: | 8 ‰                                             |                                                                         |                                                                         |
| Zweigleisigkeit: | Gretz-Armainvilliers–Tournan-en-Brie            |                                                                         |                                                                         |
| |                                                 |                                                                         |                                                                         |
| \| \| \| Bahnstrecke Paris–Mulhouse von Paris-Est \| \| \| \| 38,3 \| Gretz-Armainvilliers 109 m \| Gretz-Armainvilliers 109 m \| \| \| 38,4 \| Bahnstrecke Paris–Mulhouse nach Mulhouse \| Bahnstrecke Paris–Mulhouse nach Mulhouse \| \| \| 40,8 \| Tournan-en-Brie \| 102 m \| \| \| \| \| \| \| \| 43,3 \| LGV Interconnexion Est (Gleisdreieck Coubert/ Marne-la-Vallée – Chessy) \| LGV Interconnexion Est (Gleisdreieck Coubert/ Marne-la-Vallée – Chessy) \| \| \| \| \| \| \| \| ~45,2 \| Gleisanlieger \| Gleisanlieger \| \| \| ~48,8 \| Bahnstrecke Paris-Bastille–Marles-en-Brie von Verneuil-l’Étang \| Bahnstrecke Paris-Bastille–Marles-en-Brie von Verneuil-l’Étang \| \| \| 49 \| Marles-en-Brie \| 111 m \| \| \| 51,6 \| La Houssaye-Crèvecœur \| 115 m \| \| \| 55,9 \| Mortcerf \| Mortcerf \| \| \| 56,9 \| Viaduc de La vallée (32m) \| Viaduc de La vallée (32m) \| \| \| 58,9 \| Dammartin-Tigeaux \| 101 m \| \| \| 61,2 \| Guérard-La Celle-sur-Morin \| Guérard-La Celle-sur-Morin \| \| \| 64,5 \| Faremoutiers-Pommeuse \| 90 m \| \| \| 66,1 \| Aubetin (106 m) \| Aubetin (106 m) \| \| \| 68,6 \| Mouroux \| 88 m \| \| \| 71,6 \| Coulommiers \| 72 m \| \| \| 74,9 \| Le Buisson de Chailly \| 77 m \| \| \| 77,2 \| Chailly-Boissy-le-Châtel \| 81 m \| \| \| 78,7 \| Chauffry \| 82 m \| \| \| ~82 \| Chemins de fer Economiques de Seine-et-Marne \| Chemins de fer Economiques de Seine-et-Marne \| \| \| 82,2 \| Saint-Siméon \| 86 m \| \| \| \| nach Sablonnières \| \| \| \| 84,5 \| Saint-Rémy-Moulin-du-Pont \| 96 m \| \| \| 88,6 \| Jouy-sur-Morin-Le Marais \| 110 m \| \| \| 91,0 \| La Ferté-Gaucher \| La Ferté-Gaucher \| \| \| 91,2 \| Streckenende \| Streckenende \| \| \| 92,5 \| Grand Morin (14 m) \| Grand Morin (14 m) \| \| \| 93,6 \| Saint-Martin-des-Champs \| 121 m \| \| \| \| Anfang Draisinenbahn \| \| \| \| 94,9 \| Lescherolles \| 121 m \| \| \| 97,8 \| Grand Morin (12 m) \| Grand Morin (12 m) \| \| \| 99,1 \| La Chapelle-Véronge \| 130 m \| \| \| 101,1 \| Meilleray \| 133 m \| \| \| 101,6 \| Grand Morin (12 m) \| Grand Morin (12 m) \| \| \| 102,6 \| Grand Morin (12 m); Seine-et-Marne / Marne \| Grand Morin (12 m); Seine-et-Marne / Marne \| \| \| 104,1 \| Villeneuve-la-Lionne \| 133 m \| \| \| 104,3 \| Grand Morin (12 m) \| Grand Morin (12 m) \| \| \| 104,9 \| Grand Morin (12 m) \| Grand Morin (12 m) \| \| \| 105,4 \| Grand Morin (12 m) \| Grand Morin (12 m) \| \| \| 107,0 \| Joiselle 138 m \| Joiselle 138 m \| \| \| 107,9 \| Grand Morin (12 m) \| Grand Morin (12 m) \| \| \| 111,1 \| Neuvy 145 m \| Neuvy 145 m \| \| \| 111,6 \| Grand Morin (12m) \| Grand Morin (12m) \| \| \| 112,0 \| Bahnstrecke Longueville–Esternay v. Longueville (Abzw. Neuvy) \| Bahnstrecke Longueville–Esternay v. Longueville (Abzw. Neuvy) \| \| \| 112,8 \| Grand Morin (12 m) \| Grand Morin (12 m) \| \| \| 113,3 \| Grand Morin (12 m) \| Grand Morin (12 m) \| \| \| \| Ende Draisinenbahn \| \| \| \| \| Bahnstrecke Mézy–Romilly-sur-Seine von Château-Thierry \| \| \| \| 115,5 \| Esternay \| 159 m \| \| \| \| Bahnstrecke Mézy–Romilly-sur-Seine nach Romilly/Seine \| \| \| \| \| Châtillon-sur-Morin \| 156 m \| \| \| 121,4 \| Bricot-la-Ville \| 156 m \| \| \| 124,0 \| Le Meix-Saint-Epoing \| 160 m \| \| \| 126,9 \| Tunnel de Vindey (540 m) \| Tunnel de Vindey (540 m) \| \| \| 128,8 \| Le Plessis-Vindey \| 141 m \| \| \| 131,5 \| Bahnstrecke Oiry-Mareuil–Romilly-sur-Seine von Romilly/Seine \| Bahnstrecke Oiry-Mareuil–Romilly-sur-Seine von Romilly/Seine \| \| \| 131,7 \| Sézanne \| 121 m \| \| \| \| Bahnstrecke Oiry-Mareuil–Romilly-sur-Seine nach Oiry \| \| |                                                 |                                                                         |                                                                         |
| Strecke |                                                 | Bahnstrecke Paris–Mulhouse von Paris-Est                                | Bahnstrecke Paris–Mulhouse von Paris-Est                                |
| Bahnhof | 38,3                                            | Gretz-Armainvilliers 109 m                                              | Gretz-Armainvilliers 109 m                                              |
| Abzweig geradeaus und nach rechts | 38,4                                            | Bahnstrecke Paris–Mulhouse nach Mulhouse                                | Bahnstrecke Paris–Mulhouse nach Mulhouse                                |
| Bahnhof | 40,8                                            | Tournan-en-Brie                                                         | 102 m                                                                   |
| |                                                 |                                                                         |                                                                         |
| Strecke quer · Kreuzung geradeaus oben und links · Strecke quer | 43,3                                            | LGV Interconnexion Est (Gleisdreieck Coubert/ Marne-la-Vallée – Chessy) | LGV Interconnexion Est (Gleisdreieck Coubert/ Marne-la-Vallée – Chessy) |
| |                                                 |                                                                         |                                                                         |
| Abzweig geradeaus, nach links und nach rechts | ~45,2                                           | Gleisanlieger                                                           | Gleisanlieger                                                           |
| Abzweig geradeaus und ehemals von rechts | ~48,8                                           | Bahnstrecke Paris-Bastille–Marles-en-Brie von Verneuil-l’Étang          | Bahnstrecke Paris-Bastille–Marles-en-Brie von Verneuil-l’Étang          |
| Bahnhof | 49                                              | Marles-en-Brie                                                          | 111 m                                                                   |
| ehemaliger Haltepunkt / Haltestelle | 51,6                                            | La Houssaye-Crèvecœur                                                   | 115 m                                                                   |
| Bahnhof | 55,9                                            | Mortcerf                                                                | Mortcerf                                                                |
| Brücke | 56,9                                            | Viaduc de La vallée (32m)                                               | Viaduc de La vallée (32m)                                               |
| ehemaliger Haltepunkt / Haltestelle | 58,9                                            | Dammartin-Tigeaux                                                       | 101 m                                                                   |
| Bahnhof | 61,2                                            | Guérard-La Celle-sur-Morin                                              | Guérard-La Celle-sur-Morin                                              |
| Bahnhof | 64,5                                            | Faremoutiers-Pommeuse                                                   | 90 m                                                                    |
| Brücke über Wasserlauf | 66,1                                            | Aubetin (106 m)                                                         | Aubetin (106 m)                                                         |
| Haltepunkt / Haltestelle | 68,6                                            | Mouroux                                                                 | 88 m                                                                    |
| Bahnhof | 71,6                                            | Coulommiers                                                             | 72 m                                                                    |
| ehemaliger Haltepunkt / Haltestelle | 74,9                                            | Le Buisson de Chailly                                                   | 77 m                                                                    |
| ehemaliger Bahnhof | 77,2                                            | Chailly-Boissy-le-Châtel                                                | 81 m                                                                    |
| ehemaliger Haltepunkt / Haltestelle | 78,7                                            | Chauffry                                                                | 82 m                                                                    |
| U-Bahn-Strecke quer · Kreuzung geradeaus oben · U-Bahn-Strecke von rechts | ~82                                             | Chemins de fer Economiques de Seine-et-Marne                            | Chemins de fer Economiques de Seine-et-Marne                            |
| Bahnhof · U-Bahn-Bahnhof | 82,2                                            | Saint-Siméon                                                            | 86 m                                                                    |
| Strecke · U-Bahn-Strecke nach links · U-Bahn-Strecke quer |                                                 | nach Sablonnières                                                       | nach Sablonnières                                                       |
| ehemaliger Haltepunkt / Haltestelle | 84,5                                            | Saint-Rémy-Moulin-du-Pont                                               | 96 m                                                                    |
| ehemaliger Bahnhof | 88,6                                            | Jouy-sur-Morin-Le Marais                                                | 110 m                                                                   |
| ehemaliger Bahnhof | 91,0                                            | La Ferté-Gaucher                                                        | La Ferté-Gaucher                                                        |
| | 91,2                                            | Streckenende                                                            | Streckenende                                                            |
| Brücke über Wasserlauf (Strecke außer Betrieb) | 92,5                                            | Grand Morin (14 m)                                                      | Grand Morin (14 m)                                                      |
| Haltepunkt / Haltestelle (Strecke außer Betrieb) | 93,6                                            | Saint-Martin-des-Champs                                                 | 121 m                                                                   |
| |                                                 | Anfang Draisinenbahn                                                    |                                                                         |
| ehemaliger Haltepunkt / Haltestelle | 94,9                                            | Lescherolles                                                            | 121 m                                                                   |
| Brücke über Wasserlauf | 97,8                                            | Grand Morin (12 m)                                                      | Grand Morin (12 m)                                                      |
| ehemaliger Haltepunkt / Haltestelle | 99,1                                            | La Chapelle-Véronge                                                     | 130 m                                                                   |
| ehemaliger Bahnhof | 101,1                                           | Meilleray                                                               | 133 m                                                                   |
| Brücke über Wasserlauf | 101,6                                           | Grand Morin (12 m)                                                      | Grand Morin (12 m)                                                      |
| Grenze auf Brücke über Wasserlauf | 102,6                                           | Grand Morin (12 m); Seine-et-Marne / Marne                              | Grand Morin (12 m); Seine-et-Marne / Marne                              |
| ehemaliger Haltepunkt / Haltestelle | 104,1                                           | Villeneuve-la-Lionne                                                    | 133 m                                                                   |
| Brücke über Wasserlauf | 104,3                                           | Grand Morin (12 m)                                                      | Grand Morin (12 m)                                                      |
| Brücke über Wasserlauf | 104,9                                           | Grand Morin (12 m)                                                      | Grand Morin (12 m)                                                      |
| Brücke über Wasserlauf | 105,4                                           | Grand Morin (12 m)                                                      | Grand Morin (12 m)                                                      |
| ehemaliger Bahnhof | 107,0                                           | Joiselle 138 m                                                          | Joiselle 138 m                                                          |
| Brücke über Wasserlauf | 107,9                                           | Grand Morin (12 m)                                                      | Grand Morin (12 m)                                                      |
| ehemaliger Haltepunkt / Haltestelle | 111,1                                           | Neuvy 145 m                                                             | Neuvy 145 m                                                             |
| Brücke über Wasserlauf | 111,6                                           | Grand Morin (12m)                                                       | Grand Morin (12m)                                                       |
| Abzweig geradeaus und ehemals von rechts | 112,0                                           | Bahnstrecke Longueville–Esternay v. Longueville (Abzw. Neuvy)           | Bahnstrecke Longueville–Esternay v. Longueville (Abzw. Neuvy)           |
| Brücke über Wasserlauf | 112,8                                           | Grand Morin (12 m)                                                      | Grand Morin (12 m)                                                      |
| Brücke über Wasserlauf | 113,3                                           | Grand Morin (12 m)                                                      | Grand Morin (12 m)                                                      |
| |                                                 | Ende Draisinenbahn                                                      |                                                                         |
| Abzweig geradeaus und von links (Strecke außer Betrieb) |                                                 | Bahnstrecke Mézy–Romilly-sur-Seine von Château-Thierry                  | Bahnstrecke Mézy–Romilly-sur-Seine von Château-Thierry                  |
| Betriebs-/Güterbahnhof Strecke bis hier außer Betrieb | 115,5                                           | Esternay                                                                | 159 m                                                                   |
| Abzweig geradeaus, ehemals nach rechts und ehemals von rechts |                                                 | Bahnstrecke Mézy–Romilly-sur-Seine nach Romilly/Seine                   | Bahnstrecke Mézy–Romilly-sur-Seine nach Romilly/Seine                   |
| ehemaliger Haltepunkt / Haltestelle |                                                 | Châtillon-sur-Morin                                                     | 156 m                                                                   |
| ehemaliger Haltepunkt / Haltestelle | 121,4                                           | Bricot-la-Ville                                                         | 156 m                                                                   |
| ehemaliger Bahnhof | 124,0                                           | Le Meix-Saint-Epoing                                                    | 160 m                                                                   |
| Tunnel | 126,9                                           | Tunnel de Vindey (540 m)                                                | Tunnel de Vindey (540 m)                                                |
| ehemaliger Haltepunkt / Haltestelle | 128,8                                           | Le Plessis-Vindey                                                       | 141 m                                                                   |
| Abzweig geradeaus und ehemals von rechts | 131,5                                           | Bahnstrecke Oiry-Mareuil–Romilly-sur-Seine von Romilly/Seine            | Bahnstrecke Oiry-Mareuil–Romilly-sur-Seine von Romilly/Seine            |
| Dienststation / Betriebs- oder Güterbahnhof | 131,7                                           | Sézanne                                                                 | 121 m                                                                   |
| Strecke |                                                 | Bahnstrecke Oiry-Mareuil–Romilly-sur-Seine nach Oiry                    | Bahnstrecke Oiry-Mareuil–Romilly-sur-Seine nach Oiry                    |

Die Bahnstrecke Gretz-Armainvilliers–Sézanne ist eine Eisenbahnstrecke in den beiden französischen Départements Seine-et-Marne und Marne. Sie verläuft grob in Ost–West-Richtung. Der mittlere, zirka 24 km lange Abschnitt wurde in zwei Schritten in den Jahren 1996 und 2000 geschlossen. Während der östliche Abschnitt heute nur noch mit Gütern befahren wird, ist der westliche Abschnitt zwischen 1973 und 1992 elektrifiziert worden und gehört heute zum Regionalverkehr Transilien P Sud (Paris Est–Coulommiers).

## Geschichte

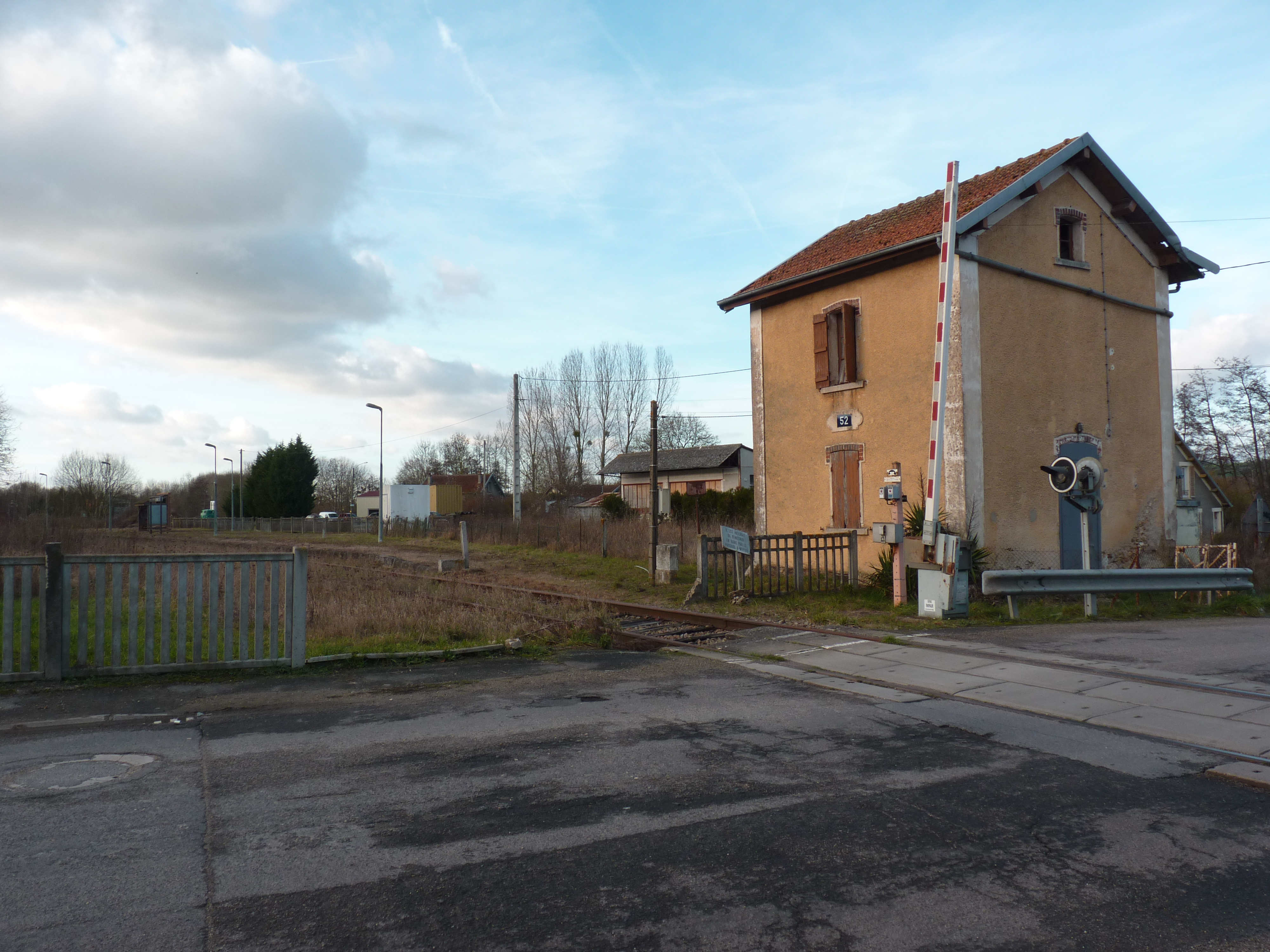
Wärterhäuschen am ehemaligen Bahnhof Saint-Siméon

Dieser 33 km lange, heute noch betriebene Abschnitt bis Coulommiers wurde von der Compagnie du chemin de fer de Paris à Strasbourg am 17. August 1853 gleichzeitig mit der Bahnstrecke Paris–Mulhouse durch kaiserlichen Erlass genehmigt. Die ersten 16 km bis Mortcerf konnten zum 2. Februar 1861, der Abschnitt bis Coulommiers zum 2. April 1863 fertiggestellt und in Betrieb genommen werden.: S. 122
Die restliche Strecke gehörte zum Streckennetz der Compagnie des chemins de fer de l’Est, wurde aber erst mehr als ein Jahrzehnt später in Angriff genommen. Jetzt von Osten (Sézanne) kommend, ging die Strecke bis La Ferté-Gaucher am 2. April 1879 in Betrieb. Der Lückenschluss bis Coulommiers wurde am 14. August 1881 eröffnet, sodass zwischen der ersten Bau- und Betriebskonzession und dem durchgängigen Bahnbetrieb 28 Jahre lagen. Die ganze Strecke war von Anfang an auf Zweigleisigkeit ausgelegt, wurde aber zunächst nur eingleisig ausgeführt und erst mit dem Anschluss bis Sézanne auf doppelspurig erweitert.: S. 186
In den Jahren 1961 und 1962 wurde eines der beiden Streckengleise östlich von Tournan-en-Brie schrittweise abgebaut. Zweigleisig ist seither nur mehr der etwa zwei Kilometer lange Streckenabschnitt von Gretz-Armainvilliers bis Tournan-en-Brie.
Mit der letzten Fahrt am 6. März 1972 wurde der Schienenpersonenverkehr auf der rund 40 km langen Teilstrecke zwischen La Ferté-Gaucher und Sézanne eingestellt. Der verbliebene westliche Abschnitt wies durch die Nähe zu Paris höhere Fahrgastzahlen auf.

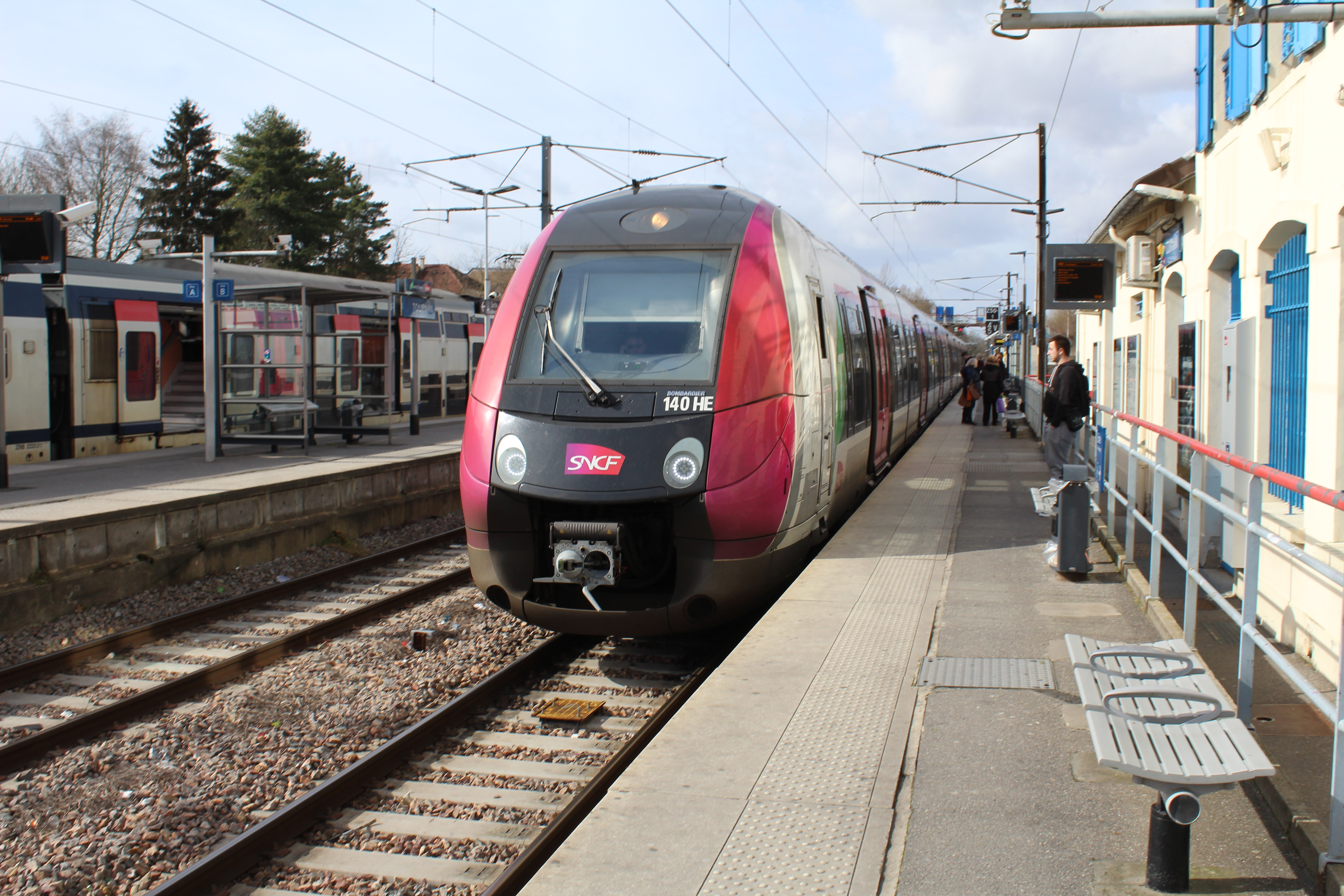
Bahnhof Tournan (2017)

Der zweigleisige Abschnitt Gretz-Armainvilliers–Tournan-en-Brie kann durch Elektrifizierung seit 13. Dezember 1973 auch mit elektrischen Triebfahrzeugen befahren werden. Anfang der 1990er-Jahre wurde auch der folgende Abschnitt bis Coulommiers mit Oberleitung ausgerüstet, die am 24. Januar 1992 in Betrieb genommen wurde. Auf dem anschließenden nicht elektrifizierten, etwa 20 km langen Streckenteil bis La Ferté-Gaucher wurde der Personenverkehr mit Dieseltriebwagen fortgeführt. Deren Einsatz endete im November 2002 aufgrund mangelnder Verfügbarkeit von Fahrzeugen, womit der Personenverkehr östlich von Coulommiers eingestellt wurde. Seit Dezember 2003 ist Tournan Endbahnhof der RER E.
In den 1980er-Jahren wurde auf dem mittleren Teilstück zwischen La Ferté-Gaucher und Esternay schrittweise auch der Güterverkehr eingestellt. Der im Département Marne gelegene Abschnitt von Streckenkilometer 102,5 bis 115,4 wurde daraufhin zum 10. April 1996 stillgelegt, der im Département Seine-et-Marne gelegene Teil von Streckenkilometer 91,1 bis 102,5 folgte zum 22. März 2000. Zwischen Villeneuve-la-Lionne und Esternay kann die Strecke mit Fahrraddraisinen befahren werden.

## Streckenführung
Der von Paris kommende Abzweig in Gretz-Armainvilliers stellt heute eine wichtige Verbindung im Großraum Paris dar. Auf dieser doppelspurigen Strecke laufen sowohl die im Bahnhof Tournan endenden Züge des RER E als auch die über Tournan hinaus verkehrenden Züge der Transilien-Linie P. Östlich von Tournan ist die Strecke heute eingleisig.
Zunächst stellt die Topografie keine besonderen Anforderungen. Hinter Coulommiers trifft die Strecke auf den kleinen Flusslauf Grand Morin, den sie im weiteren elf Mal überqueren muss. Dadurch wurden viele kleinere Kunstbauwerke und eine relativ kurvige Streckenführung notwendig.
In La Ferté-Gaucher war der zeitweise größte und wichtigste Werksanschluss des Güterverkehrs. Das zuletzt von Villeroy & Boch betriebene Werk schloss im Oktober 2019, nutzte die Bahnstrecke aber bereits seit den 1990er-Jahren nicht mehr. Mehrere aktive Gleisanschlüsse befinden sich zwischen Tournan und Marles-en-Brie; ferner wird auf dem östlichen Streckenast ein Getreidesilo in Esternay mit Güterzügen bedient.
In Saint-Siméon verkehrte mit der Bahnstrecke Sablonnières–Nangis von 1903 bis 1914 die Meterspur-Kleinbahn der Société des chemins de fer Economiques de Seine-et-Marne.